# Separatista
Separatista là một chi ốc biển, là động vật thân mềm chân bụng sống ở biển trong họ Siliquariidae.

## Các loài
Các loài trong chi Separatista gồm có:
- Separatista flavida (Hinds, 1843)
- Separatista helicoides (Gmelin, 1791)

Species brought into synonymuy
- Separatista benhami Suter, 1902: đồng nghĩa của Zelippistes benhami (Suter, 1902
- Separatista chemnitzi (A. Adams, 1855)[2]: đồng nghĩa của Separatista helicoides (Gmelin, 1791)
- Separatista fraterna Iredale, 1936: đồng nghĩa của Separatista helicoides (Gmelin, 1791)
- Separatista gracilenta (Brazier, 1878): đồng nghĩa của Separatista flavida (Hinds, 1843)